# بق ورقي القدم
بق ورقي القدم أو فصيلة كوريدي (الاسم العلمي Coreidae)، هي فصيلة حشرات من رتبة نصفيات الأجنحة. منتشرة في جميع أصقاع العالم وخاصة الاستوائية منها وشبه الاستوائية. تضم 1900 نوع ضمن أكثر من 270 جنس.